# Provincia de Ardebil
Ardebil (en azerí: ərdəbil, en persa: اردبیل) es una de las 31 provincias de Irán. Localizada al noroeste del país, fronteriza con la República de Azerbaiyán y con las provincias iraníes de Azerbaiyán Oriental, Zanyán y Guilán. Su capital, de la que toma el nombre, es Ardebil. Anteriormente era parte de Azerbaiyán Oriental pero se separó de esta en 1993, anexionando además la parte septentrional de Guilán. La parte noreste de la provincia es parte del territorio de los talysh meridionales (iraníes).

## Clima y geografía

Condados de Ardabil

Muchos turistas vienen a la región por su clima fresco (máx 35º) en los cálidos meses veraniegos. Los inviernos son muy fríos, con una temperatura que puede bajar hasta los -25 °C.
Su zona más famosa son las montañas de Sabalán. La población de la provincia de Ardebil está compuesta mayoritariamente por talysh, tats, azeríes y persas.[cita requerida] La provincia está considerada la más fría de Irán. Grandes partes son verdes y boscosas.
La capital queda a 70 kilómetros del mar Caspio y tiene una superficie de 18011 km². Al estar cerca del Caspio y de la República de Azerbaiyán, la ciudad tiene gran significado político y económico.
Los manantiales minerales de Ardebil son Bile-Darré, Sareyn, Sardabé y Bushlú, que tienen renombre por todo Irán por sus cualidades medicinales. Tiene también lagos, de los cuales los más grandes son Ne'or, Shurabil, ShurGel, NouShahr y Aluché, habitados por aves acuáticas. El lago Neor se encuentra en una región montañosa 48 km al sureste de la ciudad de Ardebil. Tiene una superficie de 2.1 km² y una profundidad media de 3 metros. Lo alimentan manantiales en el lecho del lago. El lago Shurabil se encuentra en una zona con colinas al sur de la ciudad de Ardebil y cubre un área de 640.000 m². La superficie del lago está cubierta por una fina capa blanca de minerales, que es útil para curar las enfermedades de la piel y el reumatismo.

## Historia
Los rasgos naturales de la provincia de Ardebil están mencionados en el Avesta, según el cual Zoroastro nació junto al río Aras y escribió su libro en las montañas Sabalan. Durante la conquista islámica de Irán, Ardebil fue la ciudad más grande de Azerbaiyán y así continuó hasta el periodo de invasión mongola.
El sah Ismail I comenzó su campaña de nacionalizar el gobierno de Irán y la tierra a partir de aquí, pero consecuentemente anunció que Tabriz sería la capital en el año 1500. Aun así, Ardebil siguió siendo una ciudad importante, tanto política como económicamente, hasta los tiempos modernos.

## Cultura
Ardebil es la sede del santuario y tumba del jeque Safioddín, epónimo de la dinastía safaví.
Tiene muchos balnearios y bellos paisajes naturales que atraen el turismo, especialmente sus manantiales y lagos. Cerca del lago Shoorabil está el complejo de ocio de Shoorabil.
La ciudad más próxima a las montañas Sabalán es la de Meshkín Shahr, a 839 kilómetros de Teherán; en el pasado tuvo otros nombres («Jiav», «Oramí» y «Varaví»). Los lugares de visita famosos del distrito de Meshkin Shahr son:
- Los manantiales de Moiel, Ilandó y Qaynarchá ubicados en el subirbio de la ciudad.
- Orillas del río Qara Su.
- El manantial de Qotur Suí, ubicado a 42 km de Meshkín Shahr.
- El antiguo castillo de Meshkín Shahr.
- El castillo de Qahqahé, ubicado a 80 km de Meshkín Shahr.
- El castillo de Div, ubicado en Kavich.
- El petrografo de Shapur Sasaní en Meshkín Shahr.
- El antiguo cementerio en Unar.
- La tumba del jeque Haydar en Meshkín Shahr.
- Imamzadé Seyyed Soleymán.
Hay otros monumentos históricos significativos: el mausoleo del jeque Yebraíl, a 2 km al norte de Ardebil, el antiguo bazar, el babadavud anbarán, la mezquita del viernes, y unos puentes antiguos. 

### Colegios y universidades
1. Universidad de Ciencias Médicas de Ardebil
2. Universidad de Mohaghegh Ardabili
3. Universidad Azad islámica de Ardebil
4. Universidad Payam Noor de Ardebil
5. Universidad Soureh de Ardebil
6. Universidad Azad islámida de Jaljal

## Personas famosas
Atletas famosos como Ali Daei y Hossein Reza Zadeh proceden de Ardebil.